# Signe astrologique : Vierge
Signe astrologique : Vierge (I'm a Virgo) est une série télévisée américaine créée par Boots Riley, diffusée depuis le 22 juin 2023 sur Prime Video.
Les quatre premiers épisodes ont été présentés en avant-première au festival du film South by Southwest en mars 2023.

## Distribution

### Acteurs principaux
- Jharrel Jerome (VF : Baptiste Marc) : Cootie
- Olivia Washington (VF : Garance Thénault) : Flora
- Brett Gray (en) (VF : Alexandre Nguyen) : Felix
- Kara Young (en) (VF : Mélissa Berard) : Jones
- Allius Barnes (VF : Maxime Baudouin) : Scat

### Acteurs récurrents
- Walton Goggins (VF : Matthieu Albertini) : Jay Whittle / The Hero
- Mike Epps (VF : Jean-Baptiste Anoumon) : Martisse
- Carmen Ejogo (VF : Déborah Claude) : Lafrancine
- Kendrick Sampson (en) (VF : Mike Fédée) : Edwin Garrison

### Invités
- Elijah Wood : le gars studieux
- Joel Edgerton : la voix du chauffeur UPS dans la série Parking Tickets
- Danny Glover : la voix du présentateur météo dans la série Parking Tickets
- Juliette Lewis : la voix de Justin dans la série Parking Tickets
- Slavoj Žižek :  la voix du bébé  dans la série Parking Tickets
- Omar Benson Miller : Damian Wallace
- Morgan Fairchild (VF : Colette Venhard) : Cressley Whittle
- Jon Gries (VF : Gilles Sallé) : un commentateur conservateur